# Стара Вас-Бізельсько
Стара Вас-Бізельсько (словен. Stara vas-Bizeljsko) — поселення в общині Брежиці, Споднєпосавський регіон, Словенія. Висота над рівнем моря: 167,8 м.